# Battleman F-1 GP
Battleman F-1 GP (BATTLEMAN F1西ドイツホッケンハイムGP観戦記?, BATTLEMAN F1 nishi Doitsuhokkenhaimu GP kansen-ki) è un manga-reportage di Akira Toriyama scritto e disegnato nel 1990 in occasione del Gran Premio di Formula 1 in Germania.
Il breve manga è stato pubblicato sul numero 44 del settimanale Weekly Shōnen Jump del 1990 e poi raccolto nel libro Grand Prix 1990 edito da Shūeisha il 10 gennaio 1991. In Italia è tuttora inedito.
L'opera si presenta come un reportage di Toriyama in Germania durante il Gran Premio di Formula 1, dove si alternano illustrazioni a fumetti con fotografie e raffigurazioni reali. Il personaggio principale è Battleman, deciso a sfidare i campioni di Formula 1. È inoltre presente anche Ayrton Senna, vincitore dell'edizione, raffigurato in fotografia mentre stringe la mano ad Akira Toriyama stesso.